# Gran Premio de Italia de Motociclismo de 2000
El Gran Premio de Italia de Motociclismo de 2000 fue la sexta prueba del Campeonato del Mundo de Motociclismo de 2000. Tuvo lugar en el fin de semana del 26 al 28 de mayo de 2000 en el Autódromo Internacional del Mugello, situado en la ciudad de Mugello, Italia. La carrera de 500cc fue ganada por Loris Capirossi, seguido de Carlos Checa y Jeremy McWilliams. Shinya Nakano ganó la prueba de 250cc, por delante de Olivier Jacque y Daijiro Kato. La carrera de 125cc fue ganada por Roberto Locatelli, Mirko Giansanti fue segundo y Masao Azuma tercero.

## Resultados 500cc
| Pos. | N.º | Piloto              | Constuctor | Vueltas | Tiempo    | Parrilla | Pts. |
| ---- | --- | ------------------- | ---------- | ------- | --------- | -------- | ---- |
| 1    | 65  | Loris Capirossi     | Honda      | 23      | 44:04.220 | 4        | 25   |
| 2    | 7   | Carlos Checa        | Yamaha     | 23      | +2.876    | 5        | 20   |
| 3    | 99  | Jeremy McWilliams   | Aprilia    | 23      | +8.041    | 11       | 16   |
| 4    | 9   | Nobuatsu Aoki       | Suzuki     | 23      | +9.631    | 8        | 13   |
| 5    | 6   | Norick Abe          | Yamaha     | 23      | +9.939    | 14       | 11   |
| 6    | 2   | Kenny Roberts, Jr.  | Suzuki     | 23      | +10.127   | 6        | 10   |
| 7    | 55  | Régis Laconi        | Yamaha     | 23      | +18.288   | 9        | 9    |
| 8    | 8   | Tadayuki Okada      | Honda      | 23      | +18.401   | 7        | 8    |
| 9    | 4   | Max Biaggi          | Yamaha     | 23      | +26.661   | 2        | 7    |
| 10   | 5   | Sete Gibernau       | Honda      | 23      | +27.668   | 15       | 6    |
| 11   | 17  | Jurgen vd Goorbergh | TSR-Honda  | 23      | +28.147   | 17       | 5    |
| 12   | 46  | Valentino Rossi     | Honda      | 23      | +49.625   | 3        | 4    |
| 13   | 25  | José Luis Cardoso   | Honda      | 23      | +1:15.622 | 16       | 3    |
| 14   | 18  | Sebastién Le Grelle | Honda      | 22      | +1 Vuelta | 20       | 2    |
| 15   | 15  | Yoshiteru Konishi   | TSR-Honda  | 22      | +1 Vuelta | 19       | 1    |
| Ret  | 31  | Tetsuya Harada      | Aprilia    | 21      | Retirado  | 10       |      |
| Ret  | 24  | Garry McCoy         | Yamaha     | 18      | Accidente | 13       |      |
| Ret  | 10  | Alex Barros         | Honda      | 17      | Accidente | 1        |      |
| Ret  | 1   | Àlex Crivillé       | Honda      | 8       | Accidente | 12       |      |
| Ret  | 23  | Callum Ramsay       | Honda      | 5       | Retirado  | 22       |      |
| Ret  | 11  | José David de Gea   | Modenas    | 2       | Retirado  | 18       |      |
| Ret  | 43  | Paolo Tessari       | Paton      | 1       | Retirado  | 21       |      |

- Pole position: Alex Barros, 1:52.811
- Vuelta Rápida: Loris Capirossi, 1:53.885

## Resultados 250cc
| Pos. | N.º | Piloto             | Constuctor | Vueltas | Tiempo      | Parrilla | Pts. |
| ---- | --- | ------------------ | ---------- | ------- | ----------- | -------- | ---- |
| 1    | 56  | Shinya Nakano      | Yamaha     | 21      | 40:30.142   | 2        | 25   |
| 2    | 19  | Olivier Jacque     | Yamaha     | 21      | +0.786      | 3        | 20   |
| 3    | 74  | Daijirō Katō       | Honda      | 21      | +15.233     | 8        | 16   |
| 4    | 13  | Marco Melandri     | Aprilia    | 21      | +15.334     | 5        | 13   |
| 5    | 21  | Franco Battaini    | Aprilia    | 21      | +34.753     | 9        | 11   |
| 6    | 4   | Tohru Ukawa        | Honda      | 21      | +38.003     | 6        | 10   |
| 7    | 14  | Anthony West       | Honda      | 21      | +1:01.597   | 23       | 9    |
| 8    | 8   | Naoki Matsudo      | Yamaha     | 21      | +1:01.839   | 13       | 8    |
| 9    | 10  | Fonsi Nieto        | Yamaha     | 21      | +1:02.068   | 22       | 7    |
| 10   | 11  | Ivan Clementi      | Aprilia    | 21      | +1:07.095   | 15       | 6    |
| 11   | 18  | Shahrol Yuzy       | Yamaha     | 21      | +1:17.005   | 18       | 5    |
| 12   | 23  | Julien Allemand    | Yamaha     | 21      | +1:21.649   | 21       | 4    |
| 13   | 42  | David Checa        | TSR-Honda  | 21      | +1:38.389   | 27       | 3    |
| 14   | 15  | Adrian Coates      | Aprilia    | 20      | +1 Vuelta   | 17       | 2    |
| Ret  | 37  | Luca Boscoscuro    | Aprilia    | 20      | Accidente   | 16       |      |
| Ret  | 30  | Alex Debón         | Aprilia    | 18      | Accidente   | 11       |      |
| Ret  | 34  | Marcellino Lucchi  | Aprilia    | 11      | Accidente   | 1        |      |
| Ret  | 9   | Sebastián Porto    | Yamaha     | 11      |             | 25       |      |
| Ret  | 54  | David García       | Aprilia    | 7       | Accidente   | 24       |      |
| Ret  | 26  | Klaus Nöhles       | Aprilia    | 4       | Accidente   | 7        |      |
| Ret  | 24  | Jason Vincent      | Aprilia    | 3       | Accidente   | 14       |      |
| Ret  | 77  | Jamie Robinson     | Aprilia    | 3       | Accidente   | 10       |      |
| Ret  | 31  | Lucas Oliver Bultó | Yamaha     | 3       | Accidente   | 26       |      |
| Ret  | 6   | Ralf Waldmann      | Aprilia    | 2       | Accidente   | 4        |      |
| Ret  | 16  | Johan Stigefelt    | TSR-Honda  | 0       |             | 19       |      |
| Ret  | 22  | Sébastien Gimbert  | TSR-Honda  | 0       |             | 28       |      |
| Ret  | 41  | Jarno Janssen      | TSR-Honda  | 0       |             | 20       |      |
| Ret  | 66  | Alex Hofmann       | Aprilia    | 0       | Accidente   | 12       |      |
| DNQ  | 25  | Vincent Philippe   | TSR-Honda  |         | No calificó |          |      |

- Pole position: Marcellino Lucchi, 1:53.928
- Vuelta Rápida: Shinya Nakano, 1:54.462

## Resultados 125cc
| Pos. | N.º | Piloto               | Constuctor | Vueltas | Tiempo    | Parrilla | Pts. |
| ---- | --- | -------------------- | ---------- | ------- | --------- | -------- | ---- |
| 1    | 4   | Roberto Locatelli    | Aprilia    | 20      | 40:36.753 | 1        | 25   |
| 2    | 32  | Mirko Giansanti      | Honda      | 20      | +6.212    | 13       | 20   |
| 3    | 3   | Masao Azuma          | Honda      | 20      | +6.258    | 12       | 16   |
| 4    | 17  | Steve Jenkner        | Honda      | 20      | +6.493    | 10       | 13   |
| 5    | 23  | Gino Borsoi          | Aprilia    | 20      | +6.494    | 5        | 11   |
| 6    | 5   | Noboru Ueda          | Honda      | 20      | +6.821    | 6        | 10   |
| 7    | 1   | Emilio Alzamora      | Honda      | 20      | +6.932    | 11       | 9    |
| 8    | 21  | Arnaud Vincent       | Aprilia    | 20      | +7.038    | 7        | 8    |
| 9    | 12  | Randy De Puniet      | Aprilia    | 20      | +7.214    | 15       | 7    |
| 10   | 8   | Gianluigi Scalvini   | Aprilia    | 20      | +20.644   | 3        | 6    |
| 11   | 22  | Pablo Nieto          | Derbi      | 20      | +20.945   | 14       | 5    |
| 12   | 15  | Alex De Angelis      | Honda      | 20      | +38.950   | 20       | 4    |
| 13   | 26  | Ivan Goi             | Honda      | 20      | +38.971   | 19       | 3    |
| 14   | 39  | Jaroslav Huleš       | Italjet    | 20      | +39.002   | 25       | 2    |
| 15   | 18  | Toni Elías           | Honda      | 20      | +40.284   | 23       | 1    |
| 16   | 29  | Ángel Nieto Jr       | Honda      | 20      | +40.484   | 24       |      |
| 17   | 19  | Alessandro Brannetti | Honda      | 20      | +40.522   | 21       |      |
| 18   | 53  | William De Angelis   | Aprilia    | 20      | +40.757   | 16       |      |
| 19   | 35  | Reinhard Stolz       | Honda      | 20      | +41.099   | 22       |      |
| 20   | 11  | Max Sabbatani        | Honda      | 20      | +41.186   | 16       |      |
| 21   | 51  | Marco Petrini        | Aprilia    | 20      | +42.010   | 18       |      |
| 22   | 24  | Leon Haslam          | Italjet    | 20      | +1:16.769 | 27       |      |
| 23   | 10  | Adrián Araujo        | Honda      | 20      | +1:39.715 | 28       |      |
| 24   | 66  | Alex Baldolini       | Honda      | 19      | +1 Vuelta | 29       |      |
| Ret  | 9   | Lucio Cecchinello    | Honda      | 19      | Accidente | 8        |      |
| Ret  | 54  | Manuel Poggiali      | Derbi      | 19      | Accidente | 9        |      |
| Ret  | 16  | Simone Sanna         | Aprilia    | 9       |           | 2        |      |
| Ret  | 67  | Marco Tresoldi       | Honda      | 8       |           | 26       |      |
| Ret  | 41  | Youichi Ui           | Derbi      | 4       |           | 4        |      |

- Pole position: Roberto Locatelli, 1:58.923
- Vuelta Rápida: Roberto Locatelli, 2:00.029